# Cezar Avrămuță
Cezar Avrămuță, cunoscut ca Stegarul Dac (n. 7 februarie 1967, Constanța), este un profesor și protestatar român. Este cunoscut pentru protestele sale necovenționale, cum ar fi cățărarea pe structuri înalte.
A absolvit patru facultăți: Drept, Management, Matematică-Informatică și Finanțe-bănci. S-a urcat, în semn de protest, pe macarale și pe clădiri din București, ca Ministerul Sănătății, Casa Radio, Universitatea și Înalta Curte de Casație și Justiție.
A fost internat de mai multe ori la Spitalul Clinic de Psihiatrie „Profesor Doctor Alexandru Obregia”.
În iulie 2025, încarcerat la Penitenciarul Rahova, a intrat în greva foamei, ca o formă extremă de protest față de anularea alegerilor prezidențiale din 2024.